# Farkas Ödön
Farkas Ödön (Jászmonostor, 1851. január 27. – Kolozsvár, 1912. szeptember 11.) zeneszerző, zenepedagógus volt.

## Pályafutása
Szülei akaratának megfelelően előbb mérnöki tanulmányokat folytatott. A budapesti Zeneakadémiára iratkozott annak megnyílása, 1875 után, s itt végzett a felsőbb zeneszerzési osztályban.  Ábrányi Kornél és Nikolics Sándor tanítványa volt. 1879-től haláláig Kolozsvárott élt és a zenei élet irányítója lett. A konzervatórium igazgatója volt. Fia, Farkas János tehetséges hegedűművész 29 évesen tüdőbajban meghalt. Kiváló énektanár, s 1882-83-ban a kolozsvári színház karmestere is volt. Híressé vált tanítványai voltak: Sándor Erzsi és Székelyhidy Ferenc. Zeneelméletre tanította Kacsóh Pongrácot is. Népszerű zeneszerző volt, főleg operákat és kamarazeneműveket írt. Magyaros stílusra törekvő operáit, operettjeit Budapesten is bemutatták.

## Művei

### Operák
- Tündérforrás, 1893. (Kolozsvári Nemzeti Színház előadta).
- A bajadér, 1876.
- A vezeklők, 1894. (Magyar Kir. Opera 1894. április 24-én előadta.)
- Balassi Bálint, 1896
- Tetemrehívás, 1900

### Programzene
- Kurucvilág, 1906. (A Rákóczi hamvainak hazaszállításakor, 1906 októberében tartott díszelőadásra).

Zongoradarabokat, dalokat, vegyes karokat, vonósnégyeseket is komponált. („Szondi két apródja”).
Szerzeményeinek legnagyobb részét a Kolozsvárott alakult „Erkel-társaság” adta ki.
Zeneelméleti és zenepedagógiai munkássága is jelentős volt. (A konzervatórium 1903. és 1904. évi évkönyveiben írt cikkeket e tárgyban). „Az énekhang” címmel 1907-ben módszertani és elméleti könyvet jelentetett meg.